# Periodontite
Periodontite ou popularmente piorréia é um grupo de doenças inflamatórias que afetam os tecidos periodontais, como os tecidos que envolvem e fixam o dente a cavidade bucal.  A periodontite consiste em uma perda progressiva do osso alveolar em volta do dente, junto com uma resposta imunológica do hospedeiro contra os micro-organismos presente na região sub-gengival. Essa condição patológica possui como principal agente etiológico, o biofilme bacteriano dental. Dentre as causas e respostas que permitem o surgimento e evolução da doença periodôntica, atualmente, têm-se estudado a influência da genética na resposta inflamatória e no padrão de hereditariedade da doença. O estudo genético explica porque algumas pessoas com bom controle de placa dental e higiene oral possuem a periodontite de forma avançada, enquanto outras com higiene bucal inadequada estão, de certa maneira, livres dessa manifestação patológica. O diagnóstico da periodontite é feito com a inserção de uma sonda no sulco gengival (exame clínico) e com o raio-X retirado do paciente que é usado para determinar a perda óssea ao redor do dente.  Os especialistas no tratamento da periodontite são os periodontistas.

## Genética:
Esse área desempenha fundamental importância no estudo e nas manifestações de diversas patologias. No caso da doença periodontal e suas variantes, como a Periodontite agressiva, o estudo genético auxilia o entendimento e direciona o tratamento do paciente de forma a ser mais eficaz possível. Explica também, a rápida progressão da doença e da resposta inflamatória e a suscetibilidade de alguns indivíduos possuírem a doença ser maior do que a de outros. Dentre os fatores genéticos que podem influenciar a doença periodontal estão: 
- Hiperprodução de interleucina, prostaglandinas e citocinas.
- Polimorfismos genéticos, em genes que atuam diretamente na resposta inflamatória.
- Padrões de agregação genética familiar.

## Periodontite agressiva - Tipo 1[2]
Nessa condição, a periodontite é caracterizada por uma infecção grave com processo de perda óssea alveolar acelerado. Com base em estudos clínicos e pesquisas, descobriu-se pelo menos duas vias de hereditariedade para essa subclassificação da doença, além dos diversos polimorfismos genéticos. Dentre essas heranças genéticas, encontra-se heranças sexuais, ligadas ao cromossomo X com caráter dominante e heranças autossômica com caráter recessivo homozigótico. Além disso, estuda-se também interações epistáticas dessa manifestação periodontal com outras síndromes como a Síndrome de Papillon-Lefèvre  e Síndrome de Haim-Munk . De forma geral, a periodontite agressiva tipo 1, caracteriza-se como uma patologia de herança monogênica, que envolve vários alelos, e essa variedade alélica está relacionada com a severidade e a suscetibilidade da doença. A manifestação patológica está suscetível a fatores externos, como a má higiene oral e o acúmulo de placa bacteriana, para expressar seu fenótipo agressivo no tecido periodontal dos dentes. 